# Gathering of the Faithful
Gathering of the Faithful è il terzo album degli Shark Island, uscito il 4 luglio 2006 per l'etichetta discografica Frontiers Records.

## Tracce
1. Blue Skies (Black, Heilmann, Sercombe) 4:32
2. Tomorrow's Child (Black, Ellis, Heilmann, Sercombe) 4:49
3. The Stranger (Black, Krizan, Pasch, Sercombe) 4:55
4. Go West (Black, Sercombe) 4:22
5. Welcome Goodbye (Andersen, Black, Heilmann, Sercombe) 4:44
6. Life Goes On (Black, Ellis, Heilmann, Sercombe) 6:01
7. Down to the Ground (Black, Ellis, Heilmann, Sercombe) 3:52
8. Looking for the Sun (Black, Sercombe) 6:59
9. Heaven (Black, Krizan, Pasch, Sercombe) 5:29
10. I Had a Dream (Black, Ellis, Heilmann, Sercombe) 3:45
11. Will to Power (Black, Ellis, Heilmann, Sercombe) 5:51
12. Need Your Love (Black, Sercombe) 5:38
13. Temptation (Black, Diamond, Sercombe) 5:29

## Formazione
- Richard Black - voce
- Spencer Sercombe - chitarra e voce
- Chris Heilmann - Bass e voce
- Glen Sobel - batteria e percussioni

### Altri musicisti
- Jesse Strings - violoncello
- Camila Arnold - violino
- Waltraut Albrecht - fisarmonica
- Gero Schlender - Percussiono
- Nene Vasquez - percussioni